# グラム
グラム（仏: gramme、英: gram、記号：g）は、質量の計量単位である。計量単位令において、キログラム (kg) の1000分の1の質量と定義されている。
身近な目安としては、一円硬貨の質量が1.0グラムである。

## 概要
メートル法によって新しい質量の単位として定められた。「グラム」という名称は、ラテン語の grámma に由来する。元々はグラムが質量の基本単位で、「最大密度にある蒸留水1ミリリットルの質量」と定義された。しかし、作られた原器はキログラムの質量を示すもので、その質量が1キログラムと再定義され、グラムはその1000分の1ということになった。
CGS単位系では質量の基本単位であったが、MKS単位系およびそこから派生した国際単位系ではキログラムが基本単位とされている。ただし、SI接頭語はキログラムではなくグラムにつけることとなっており、例えばキログラムの10−6倍は、「マイクロキログラム」(µkg) ではなく「ミリグラム」(mg) となる。なお、106 g (= 103 kg) 以上についてはトン (t) が用いられることがある。
日本では1952年（昭和27年）2月29日までは漢字の「瓦」が使われていた。
日本におけるグラムの音訳である「瓦蘭姆」に基づくものである。明治時代には、「瓦」から「瓱」（ミリグラム）、「瓲」（トン）などの国字が作られ準常用漢字として扱われたが、
1942年（昭和17年）に国語審議会から発表された標準漢字表案の段階において準常用漢字から外され、第二次世界大戦後は使用機会も無くなった。
「瓦」は常用漢字表にあるものの、グラムの読みは常用漢字表になく、
1952年（昭和27年）3月1日以降の計量法に則した取引・証明においては「瓦」の字を用いることはできない。ただし現行の省令では、覚醒剤取締法施行規則（昭和26年厚生省令第30号）別表にて、フェニルアミノプロパンおよびフェニルメチルアミノプロパンの数量表記に「瓦」が用いられている。
21世紀の現代日本において、日常生活で用いられる質量はほとんどがグラムかキログラムを単位とするものである。例えば料理のレシピでは、基本的にはグラムで表記される。食材の売買はほとんどがグラムを単位として行われ、特に100グラム単位で取引されることが多い。また体重の計量にはキログラムが用いられる（新生児などの体重にはグラムが用いられる）。
|      | キログラム （SI単位） | グレーン | 常用オンス  | 常用ポンド   | 匁          | 斤            | 貫             |
| ---- | --------------------- | -------- | ----------- | ------------ | ----------- | ------------- | -------------- |
| 1 kg | = 1                   | ≈ 15432  | ≈ 35.274    | ≈ 2.2046     | ≈ 266.67    | ≈ 1.6667      | ≈ 0.26667      |
| 1 gr | = 0.00006479891       | = 1      | ≈ 0.0022857 | ≈ 0.00014285 | ≈ 0.0172797 | ≈ 0.000107998 | ≈ 0.0000172797 |
| 1 oz | = 0.028349523125      | = 437.5  | = 1         | = 0.0625     | ≈ 7.5599    | ≈ 0.047249    | ≈ 0.0075599    |
| 1 lb | = 0.45359237          | = 7000   | = 16        | = 1          | ≈ 120.96    | ≈ 0.75599     | ≈ 0.12096      |
| 1 匁 | = 0.00375             | ≈ 57.871 | ≈ 0.13228   | ≈ 0.082673   | = 1         | = 0.00625     | = 0.001        |
| 1 斤 | = 0.6                 | ≈ 9259.4 | ≈ 21.164    | ≈ 1.3228     | = 160       | = 1           | = 0.16         |
| 1 貫 | = 3.75                | ≈ 57871  | ≈ 132.28    | ≈ 8.2673     | = 1000      | = 6.25        | = 1            |

| 基本単位   | 力・長さ・時間  | 力・長さ・時間  | 重さ・長さ・時間   | 重さ・長さ・時間   | 質量・長さ・時間 | 質量・長さ・時間 | 質量・長さ・時間 | 質量・長さ・時間 |
| ---------- | --------------- | --------------- | ------------------ | ------------------ | ---------------- | ---------------- | ---------------- | ---------------- |
| 力 (F)     | F = m⋅a = w⋅a/g | F = m⋅a = w⋅a/g | F = m⋅a/gc = w⋅a/g | F = m⋅a/gc = w⋅a/g | F = m⋅a = w⋅a/g  | F = m⋅a = w⋅a/g  | F = m⋅a = w⋅a/g  | F = m⋅a = w⋅a/g  |
| 重さ (w)   | w = m⋅g         | w = m⋅g         | w = m⋅g/gc ≈ m     | w = m⋅g/gc ≈ m     | w = m⋅g          | w = m⋅g          | w = m⋅g          | w = m⋅g          |
| 単位系     | BG              | GM              | EE                 | M                  | AE               | CGS              | MTS              | SI(MKS)          |
| 加速度 (a) | ft/s2           | m/s2            | ft/s2              | m/s2               | ft/s2            | Gal              | m/s2             | m/s2             |
| 質量 (m)   | slug            | slug            | lbm                | kg                 | lb               | g                | t                | kg               |
| 力 (F)     | lb              | kgf             | lbF                | kgf                | pdl              | dyn              | sn               | N                |
| 圧力 (p)   | lb/in2          | at              | PSI                | atm                | pdl/ft2          | Ba               | pz               | Pa               |